# Diogo José Vito de Meneses Noronha Coutinho
Diogo José Vito de Menezes Noronha Coutinho (Lisboa, 15 de junho de 1739 — Lisboa, 13 de agosto de 1803), 5.º marquês de Marialva e 7.º conde de Cantanhede, foi um aristocrata, oficial general do Exército Português e estribeiro-mor do reino, que se notabilizou durante a Guerra das Laranjas.

## Biografia
Nasceu em Lisboa, filho de Pedro José de Alcântara de Meneses, marquês de Marialva, e de sua esposa, Eugénia de Assis Mascarenhas. 